# Amastridium veliferum
Amastridium veliferum е вид влечуго от семейство Смокообразни (Colubridae). Видът е незастрашен от изчезване.

## Разпространение
Разпространен е в Коста Рика, Никарагуа и Панама.

## Описание
Популацията на вида е стабилна.